# Обелско блато
Обелското блато е естествено блато, разположено източно от благоевградското село Обел. Намира се на Шиарския рид в планината Влахина, на около 700 метра надморска височина и представлява заблатен карстов въртоп.
Блатото е образувано в триаски варовици. Формата му е на равностранен триъгълник със страна 70 m. Подхранва се от извор и от кондензационни води от хълмовете наоколо. Има водосборна площ от 200 000 m2. Дъното му е покрито с наноси, а в него расте блатна растителност.
През 2012 г. в землището на Обел е обявена защитената местност Блатото с площ 8700 m2. Създадена е за опазване блатото, представляващо рядък и забележителен за района естествен ландшафт, както и местообитание на европейска блатна костенурка и видове от разред водни кончета. В защитената местност е забранена промяната на предназначението и начина на трайно ползване на земята, промяната в хидроложкия режим на блатото и внасяне на неместни видове.